# Nebraska City (Nebraska)
Nebraska City település az Amerikai Egyesült Államok Nebraska államában, Otoe megyében, melynek megyeszékhelye is. Lakosainak száma 7222 fő (2020. április 1.).

## Népesség
A település népességének változása:

| 2010 | 7 289 |
| 2020 | 7 222 |